# Юліуш Кац-Сухі
Юліуш Кац-Сухі (пол. Juliusz Katz-Suchy; 28 січня 1912, Сянік, Королівство Галичини та Лодомерії — 27 жовтня 1971, Орхус, Данія) — польський дипломат. Постійний представник Польщі при Організації Об'єднаних Націй у Нью-Йорку (1947—1951). Надзвичайний і Повноважний Посол Польщі в Індії (1958—1962).

## Життєпис
Народився 28 січня 1912 року в місті Сянік. У 1931 році закінчив міську гімназію королеви Софії в місті Сянік. У 1927—1929 роках приєднався до комуністичного руху, був членом організації Хашомер хацаір. У 1928 році вступив до Комуністичної спілки молоді Західної України (КСМ ЗУ). З 1929 був секретарем міського комітету КСМ ЗУ, а також членом повітового комітету організації. У 1930-х роках став членом Комуністичної партії Західної України. Вступив на юридичний факультет Ягеллонського університету, але був відрахований після першого курсу за революційну діяльність. Був засуджений до п'яти років ув'язнення, з яких відсидів два з половиною. Кілька місяців був ув'язнений у Березі-Картузькій. Нелегально перебрався до Праги, де й продовжив навчання. У цей час публікував статті соціалістичної орієнтації у пресі, зокрема під псевдонімом Сухі, який став частиною його прізвища. У березні 1938 року був змушений тікати із Чехословаччини назад до Польщі. З Польщі на рибальському судні перебрався до Англії, де почав працювати в агенції Reuters. У період Другої світової війни працював спочатку на уряд Владислава Сікорського, де працював у Польському телеграфному агентстві.
У 1945 році був призначений на посаду прес-аташе посольства Польщі у Великій Британії. У 1946 році був переведений до Нью-Йорка як заступник постійного представника Польщі при ООН.
У 1947—1951 рр. — Постійний представник Польщі при Організації Об'єднаних Націй у Нью-Йорку, брав участь у сесіях Генеральної Асамблеї ООН, сесіях Економічної та Соціальної Ради ООН, у роботі Європейської економічної комісії ООН у Женеві. Паралельно обіймав посаду директора Польського інституту міжнародних справ, був членом колегії МЗС Польщі.
У 1955 році був представником Польщі на Міжнародній конференції з атомної енергії. У 1957—1962 роках — Надзвичайний і Повноважний Посол Польщі в Індії.
У 1962 році, став професором кафедри міжнародного права Варшавського університету.
У 1968 році в ході антисемітської кампанії був звільнений з усіх постів. В 1970 перебрався в Данію і почав викладати в університеті Орхуса.
Помер 27 жовтня 1971 року. Похований на єврейському цвинтарі Копенгагена.